# Ségolène Amiot

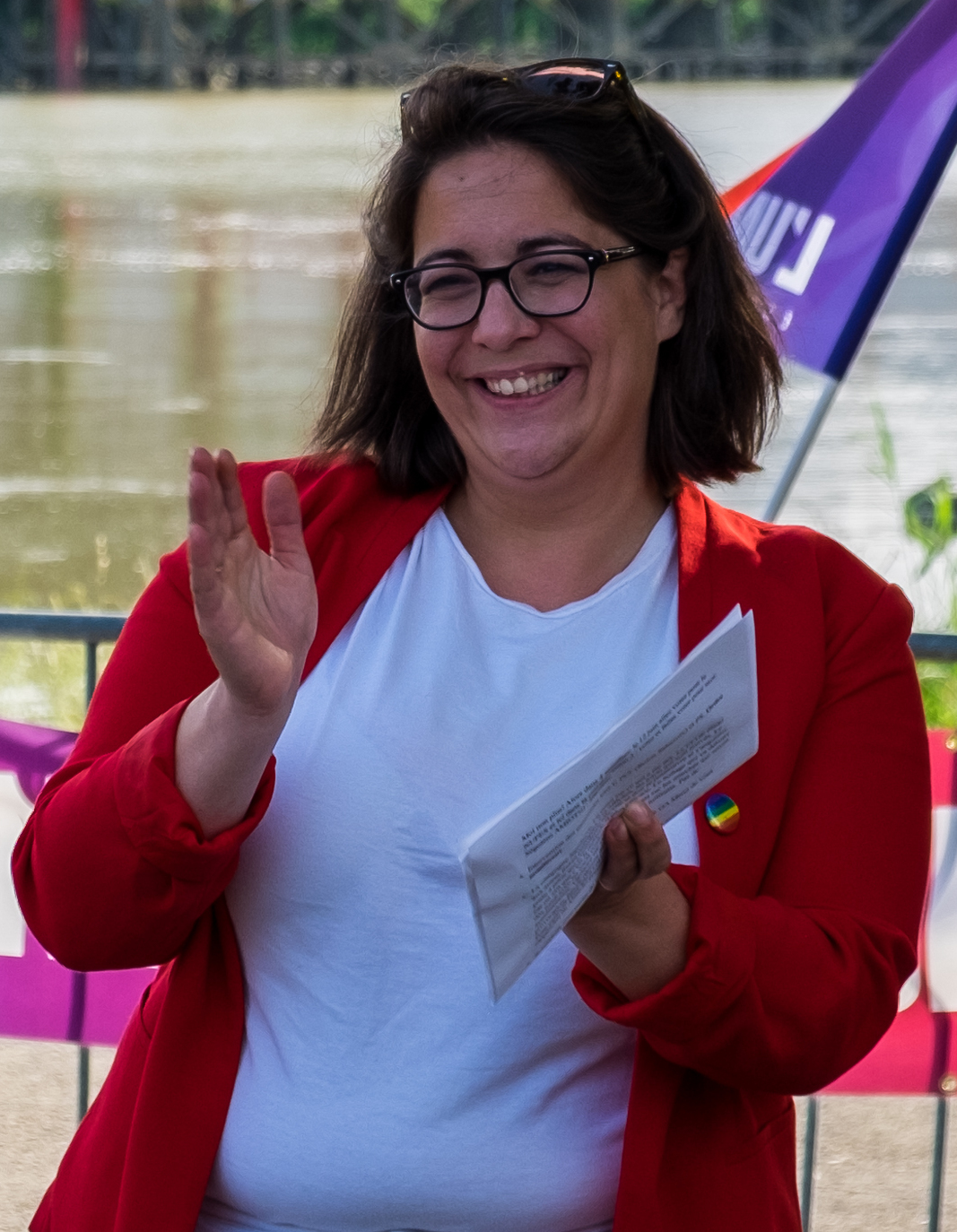
Ségolène Amiot (2022)

Ségolène Amiot (geboren am 23. Februar 1986 in  Châtenay-Malabry (Hauts-de-Seine)) ist eine französische Politikerin.
Sie ist Mitglied der Partei  La France insoumise. Bei der Parlamentswahl 2022 wurde sie im 3. Wahlkreis des Département Loire-Atlantique auf der Liste von Nouvelle Union populaire écologique et sociale in die Nationalversammlung gewählt.

## Leben und Wirken
Amiot stammt aus einer Familie mit fünf Kindern. Im Alter von 12 Jahren wurde bei ihr Legasthenie diagnostiziert. Sie sagt, sie habe ein Osteopathiestudium aus Geldmangel abgebrochen und viele schlecht bezahlte Gelegenheitsjobs angenommen.
Als Sachbearbeiterin für technischen Support in einem Telefon-Callcenter beteiligte sie sich als Aktivistin der CGT an der Gewerkschaftsbewegung. Sie engagierte sich auch in der LGBT-Bewegung, sie ist unter anderem Vizepräsidentin des LGBT-Zentrums in Nantes.

## Politische Laufbahn
Sie schloss sich 2016, zur Zeit der Bewegung gegen das Arbeitsgesetz, La France insoumise an. Bei der Parlamentswahl 2017 unterstützte sie die Kandidatin der LFI im zweiten Wahlkreis des Departements Loire-Atlantique, Carole Malard.
Am 20. Juni 2022 wurde sie mit 55,70 % der Stimmen vor der bisherigen Abgeordneten Anne-France Brunet (LREM) zur Abgeordneten im dritten Wahlkreis des Departements Loire-Atlantique gewählt.